# Gobioides peruanus
Gobioides peruanus és una espècie de peix de la família dels gòbids i de l'ordre dels perciformes.

## Morfologia
- Els mascles poden assolir 45 cm de longitud total.
- Nombre de vèrtebres: 27.[4][5]

## Hàbitat
És un peix de clima tropical (22 °C-28 °C) i demersal.

## Distribució geogràfica
Es troba al Pacífic oriental: des del sud de Mèxic fins al nord del Perú.

## Observacions
És inofensiu per als humans.